# 射撃競技

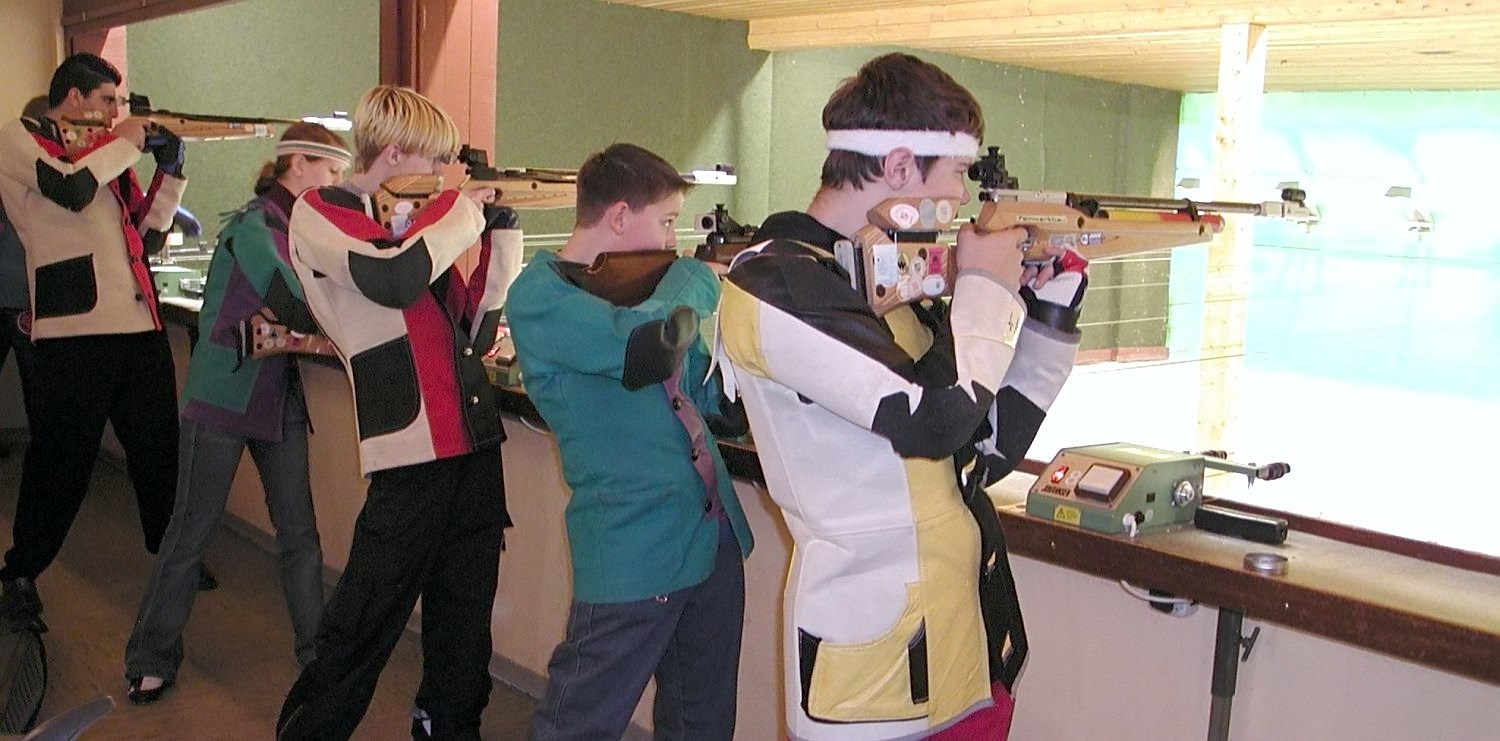
エアライフル射撃競技

射撃競技（しゃげききょうぎ）は、銃器を用いて、射撃場で標的と指定された的に向かって射撃を行うスポーツ競技の一つ。標的射撃とも呼ばれ、主にクレー射撃とライフル射撃に分類され公営又は民間の射撃場でのみ使用することができる。日本で銃の所持厳禁であるが、例外として、下記の標的射撃と狩猟・有害鳥獣駆除等の目的で所持することが出来る。 標的射撃では、（公社）日本ライフル射撃協会の会員で、国際競技会や国民体育大会等の選手 または候補者として適当であると認められる者が所持が許可されている。

## 概要

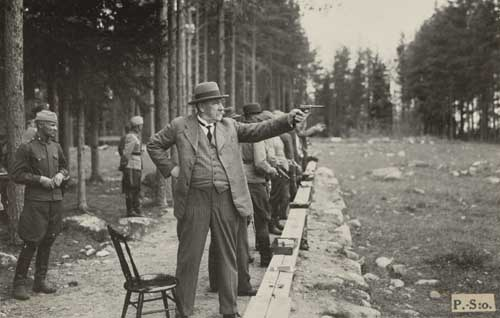
1934年、クオピオ射撃場でのペール・スヴィンヒュー射撃。

世界的にライフルや散弾銃、拳銃などを用いた射撃 (Shooting)は、スポーツや競技として広く行われており、長年、夏季オリンピックの競技種目の1つでもある。
米国以外の国ではこういった殺傷能力のある銃器を個人が所持するには免許が必要なことが多いが、免許審査の基準は国によって異なり、日本は最も厳しい国の1つである。イギリスは日本と同程度に銃器の所持条件が厳しいが、競技としての認知度は高く、日本に比べれば盛んである。

### 主な競技
2016年リオデジャネイロオリンピック で行われた射撃競技は以下の通り。
- ピストル射撃
  - ラピッドファイアーピストル（男子のみ）
  - フリーピストル（男子のみ）
  - エアピストル
  - スポーツピストル（女子のみ）
- ライフル射撃
  - スモールボアライフル（３姿勢・伏射。伏射は男子のみ）
  - エアライフル
- クレー射撃
  - トラップ
  - スキート
  - ダブルトラップ（男子のみ）

冬季オリンピックではバイアスロン（ライフル）が行われる。

### 姿勢
射撃の姿勢については4種類ある。立ったまま射撃を行う立射（りっしゃ, スタンディング Standing）、床に伏せた状態で射撃を行う伏射（ふくしゃ, プローン Prone）、あぐらをかくように座った状態で行う座射（ざしゃ, シッティング Sitting）、片膝を立てた状態で行う膝射（しっしゃ, ニーリング Kneeling）である。種目によってどの姿勢で行うか（単一、あるいは複数）が決められている。
ビームライフルでは肘を台に乗せる肘射（ちゅうしゃ, エルボーイング elbowing）も行われている。

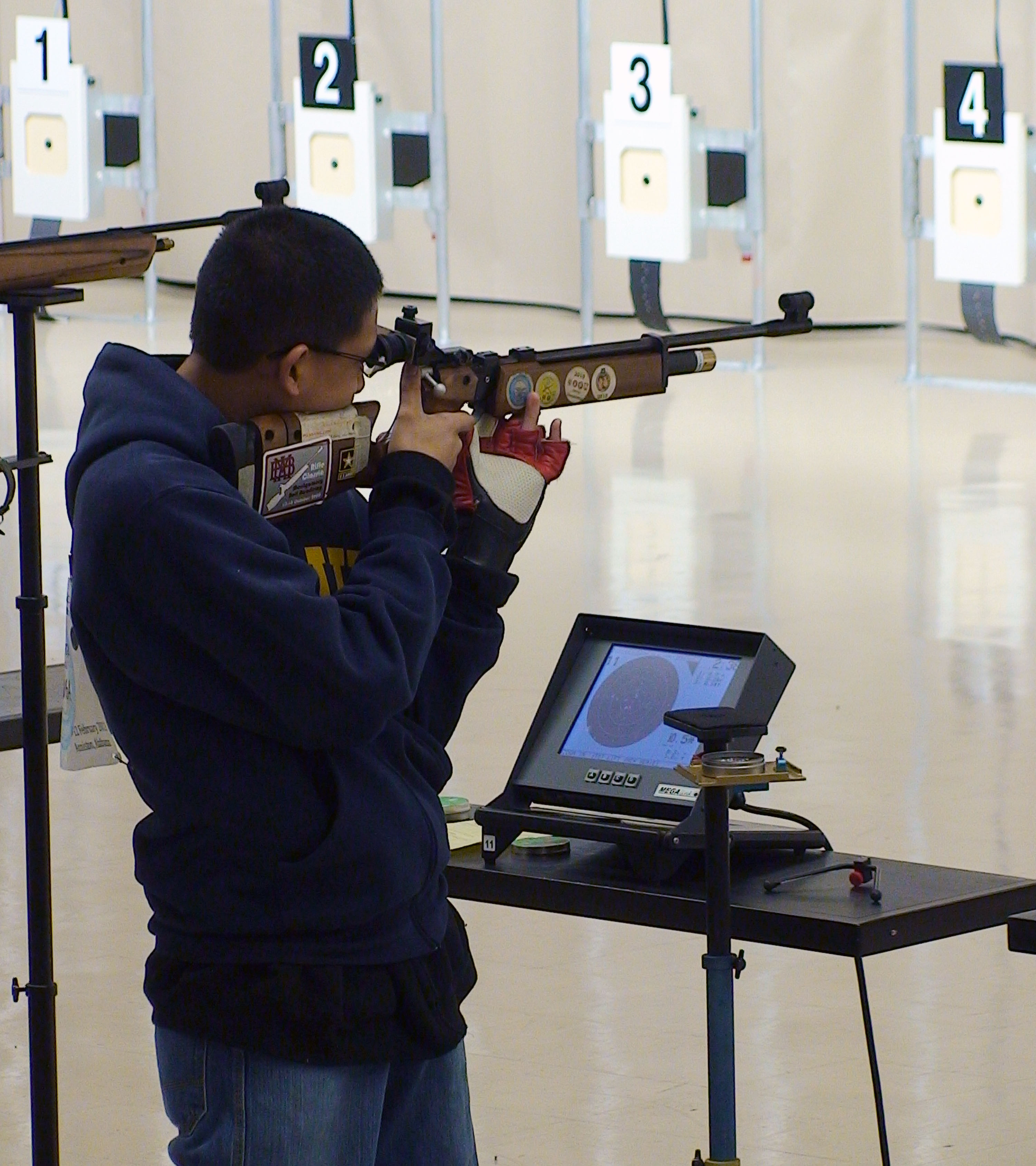
立射
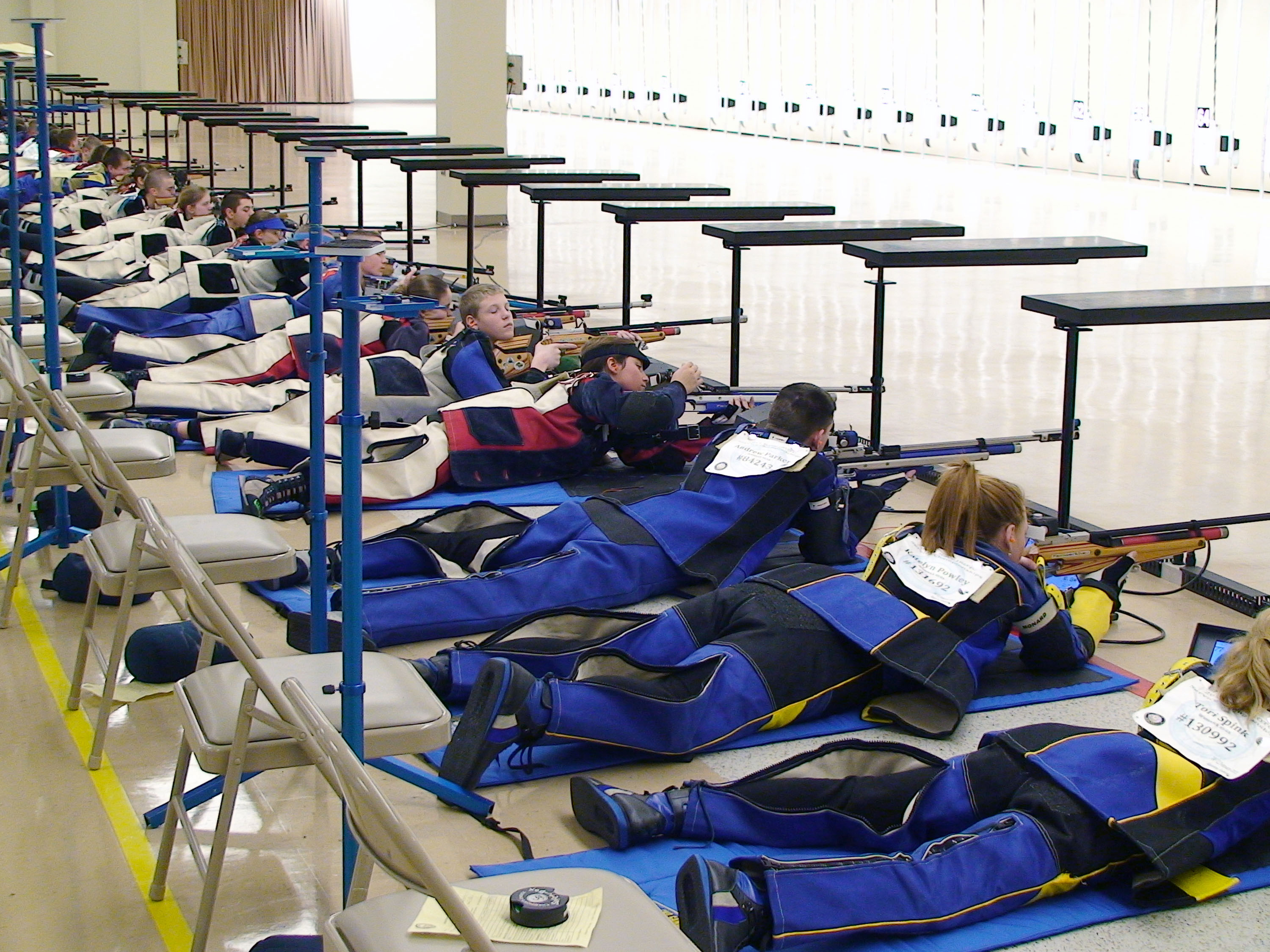
伏射
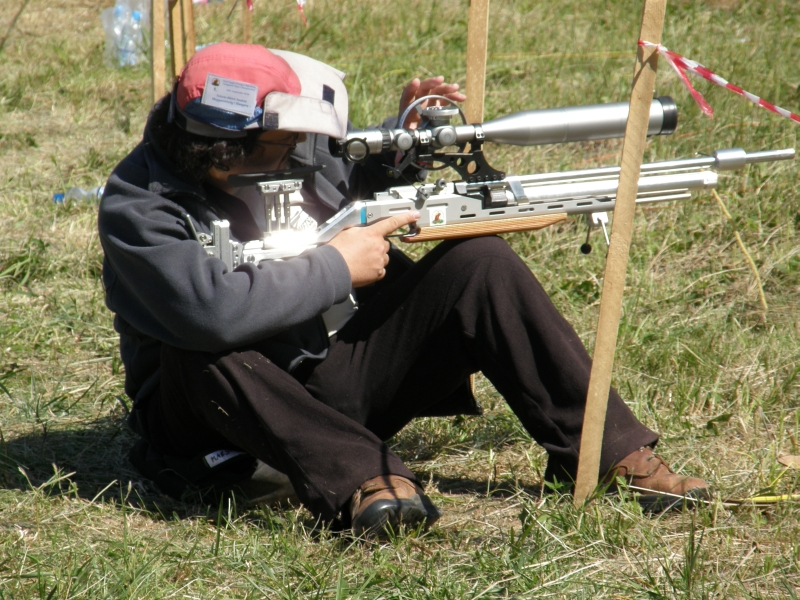
屋外射撃での座射
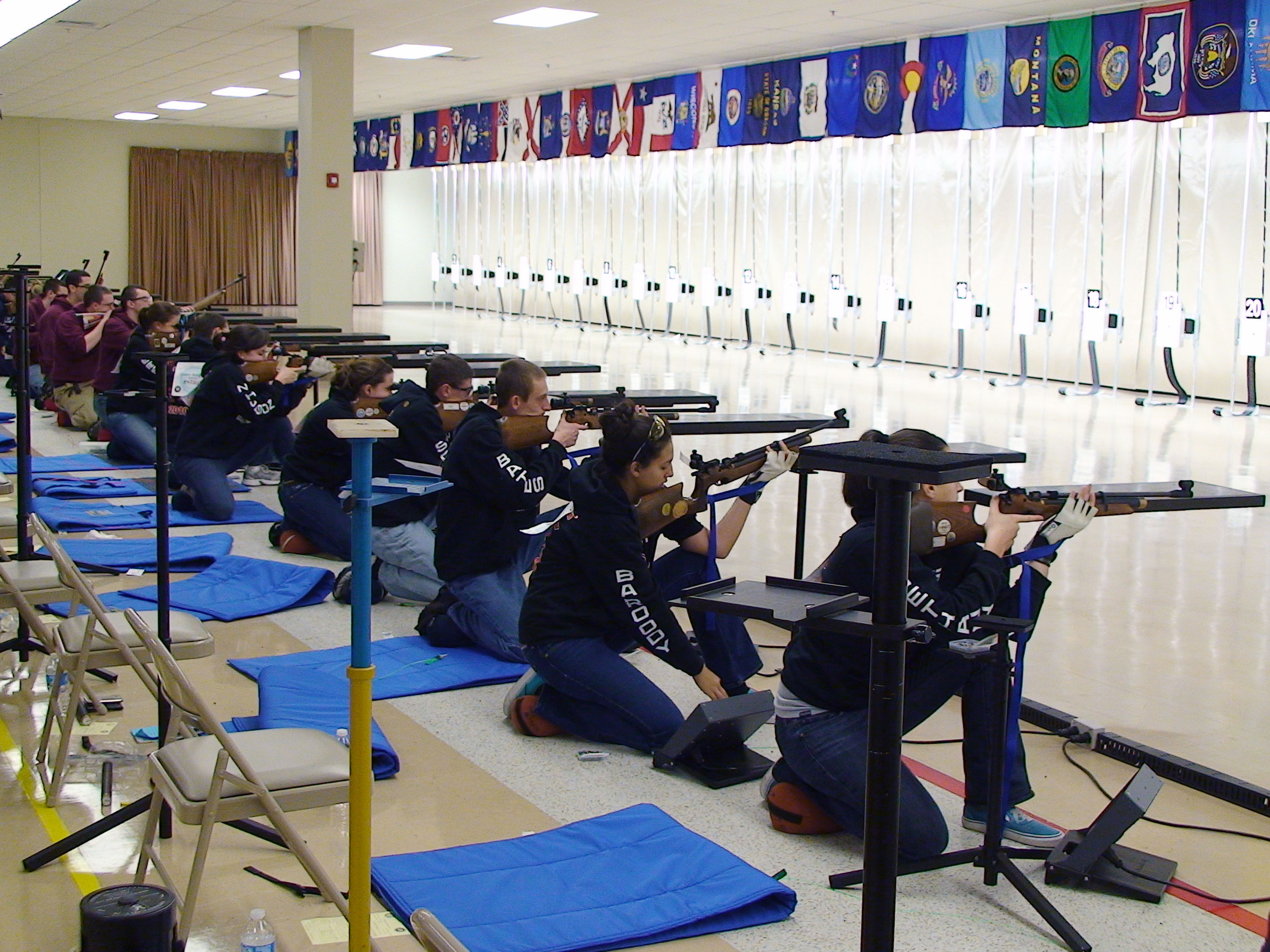
膝射
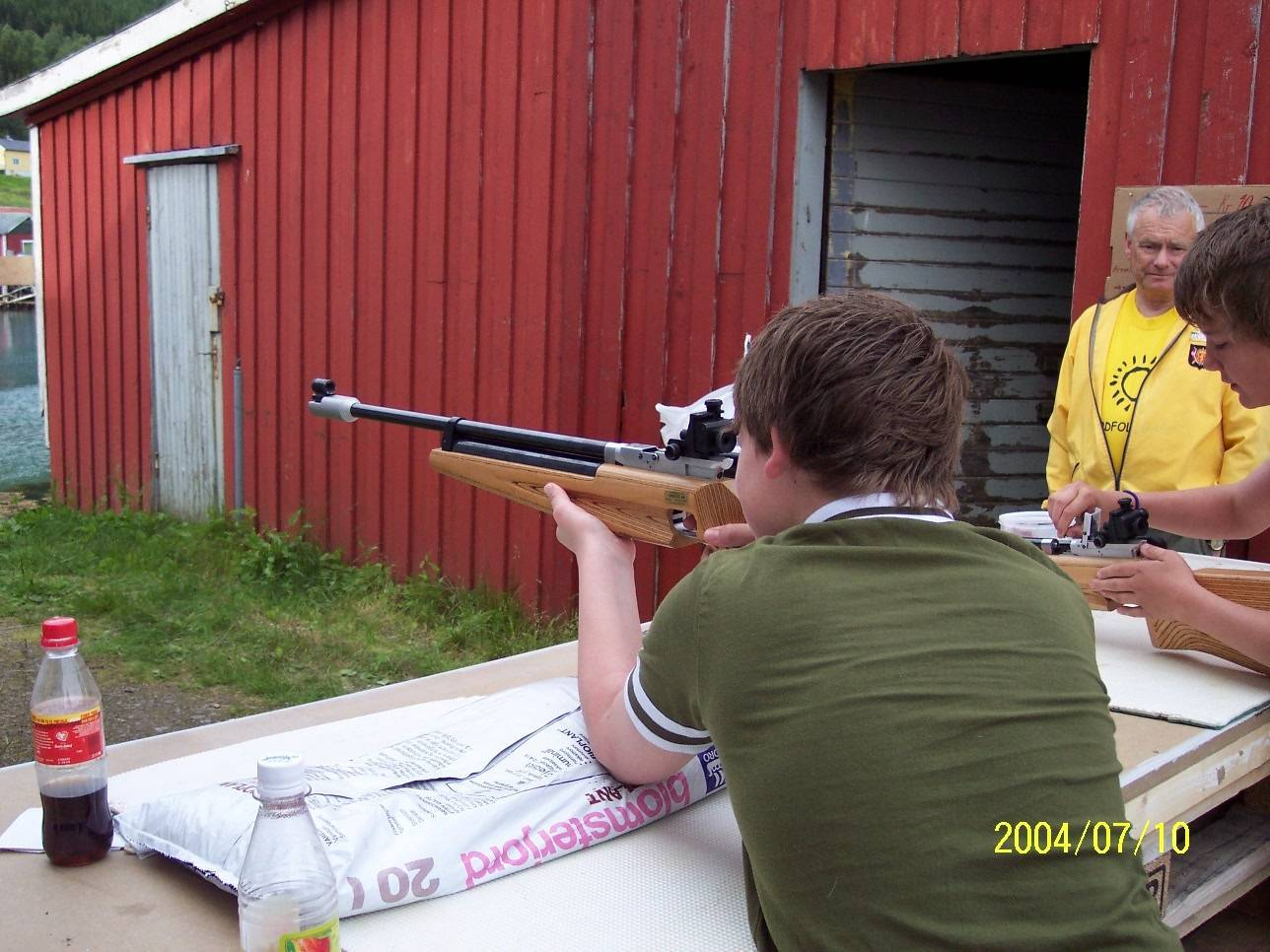
エアライフルでの肘射

### 実用射撃
実用射撃（Practical Shooting）は、警察や軍で行われる実戦的な射撃術（コンバットシューティング）の技能を競う競技である。創始者は射撃選手のジェフ・クーパーらであるとされ、「3ガン・ネーション」といった実用射撃に密着したTV番組もある。
屋外で鉄板の的を狙うフィールド・ターゲット（Field target）やメタル・シルエット（metal silhouette）など、実際の狩猟に近い競技も行われている。

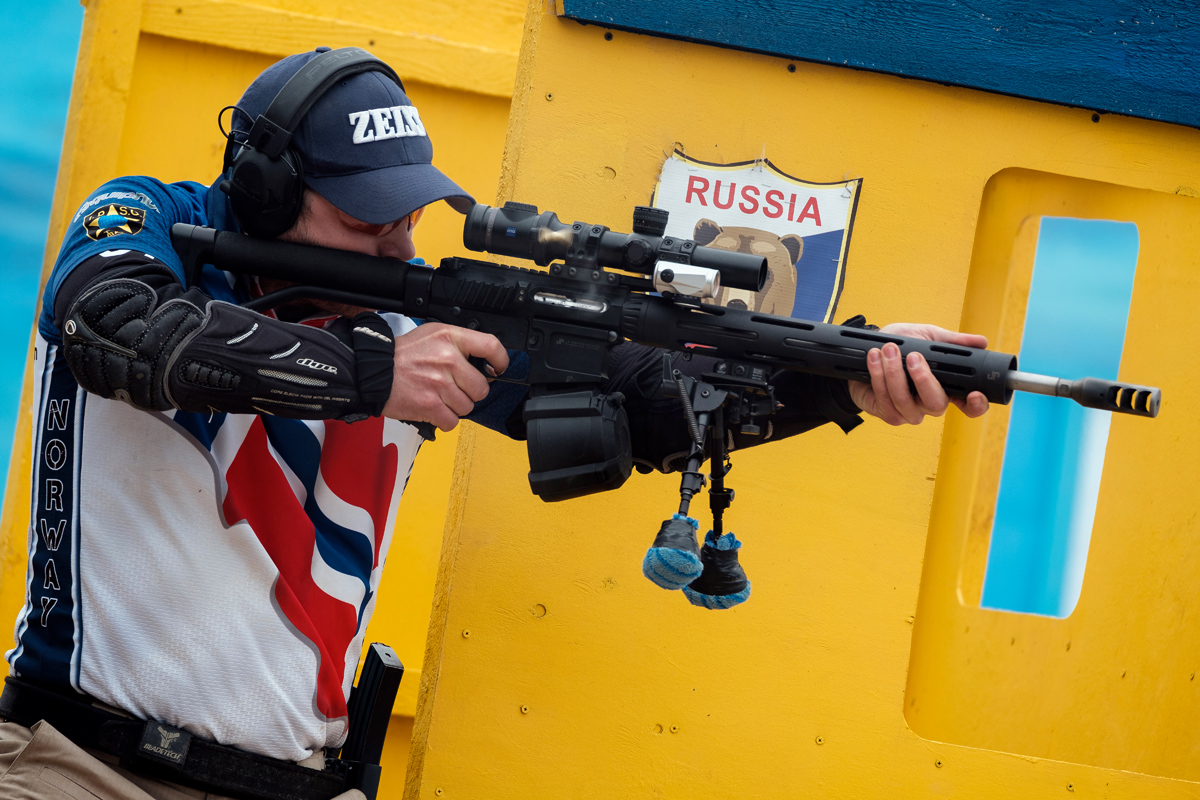
AR-15（M-16の民間向け機種）を使用する選手。
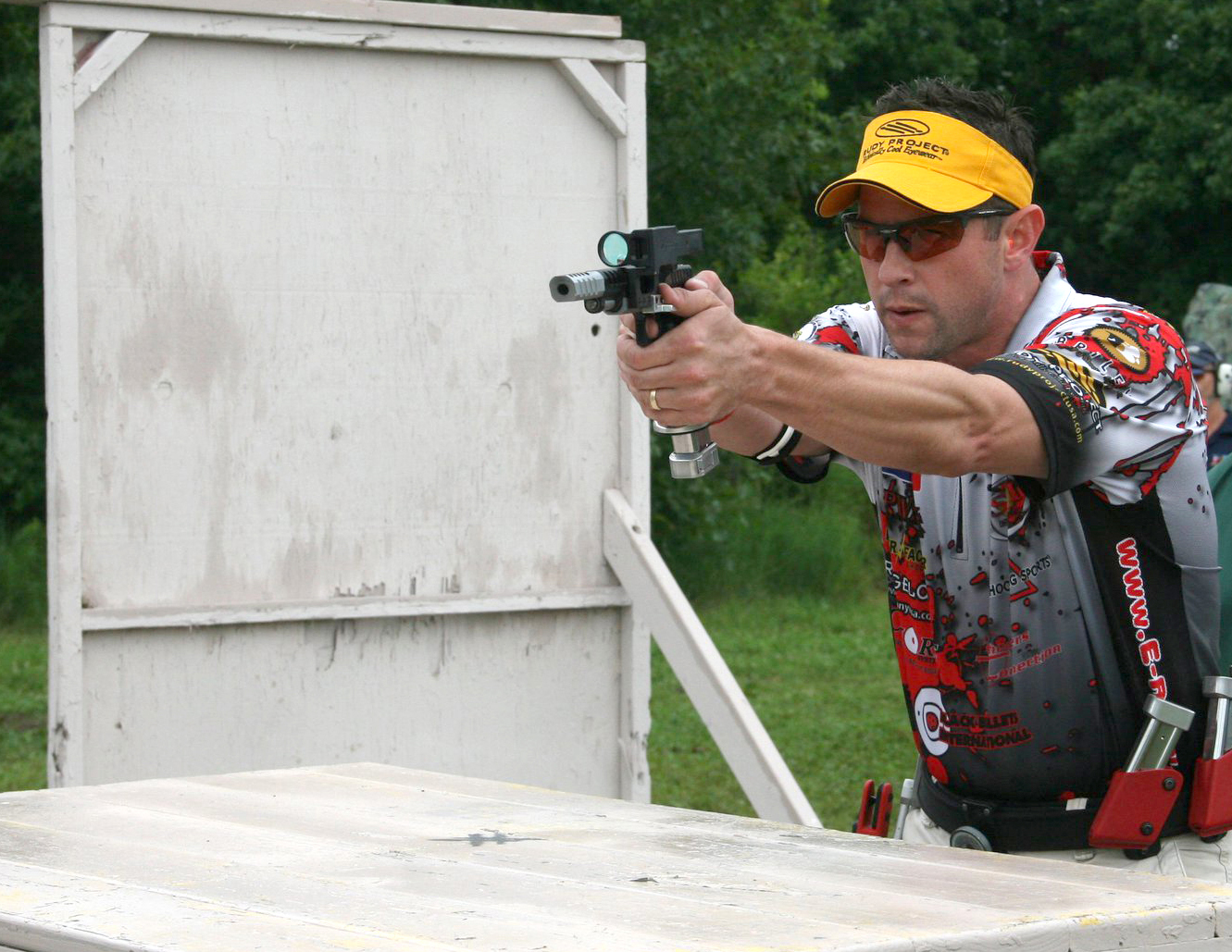
M1911のカスタムガンを使用する選手。
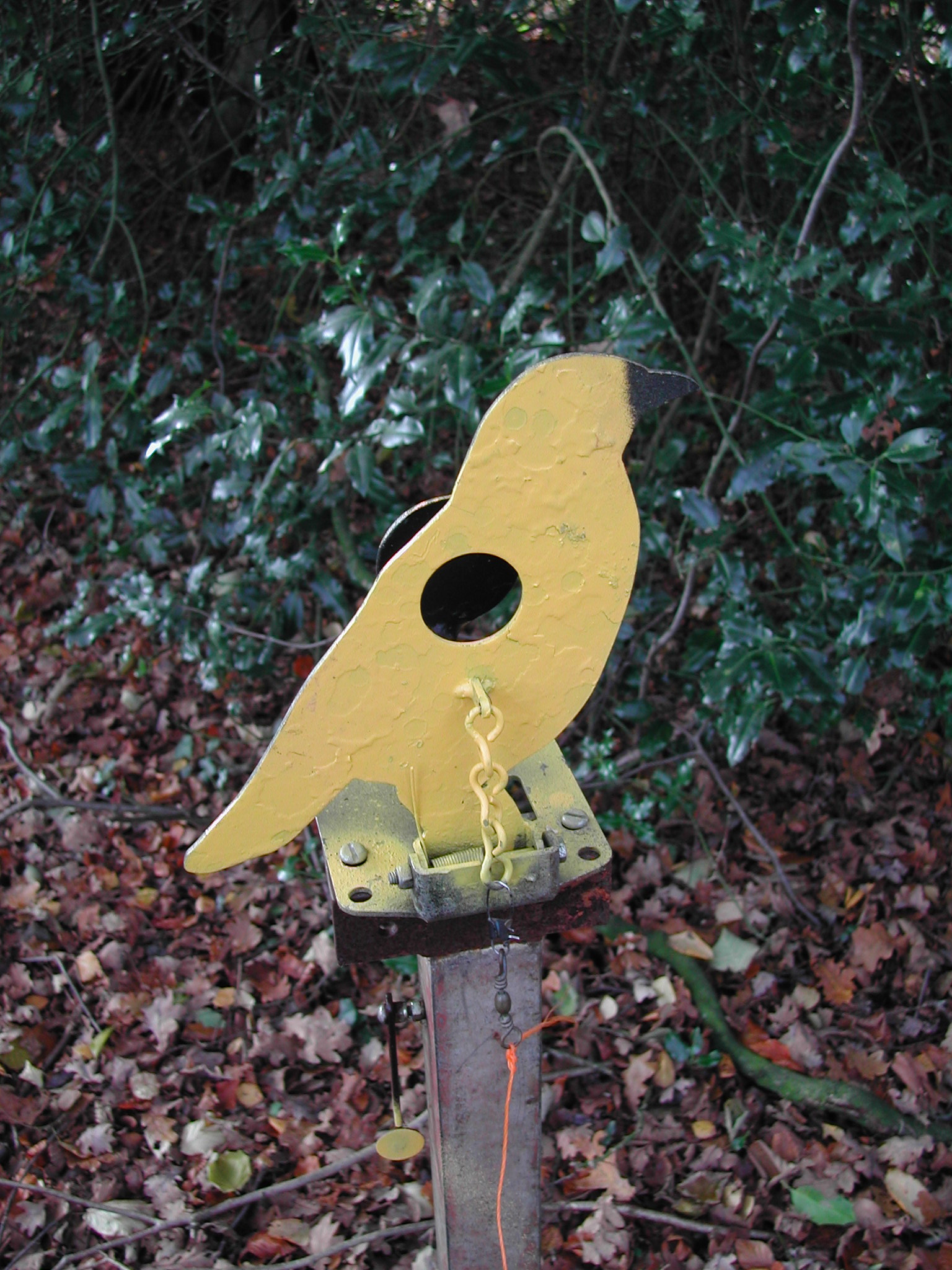
鳥の形をした的。

### 過去の射撃競技

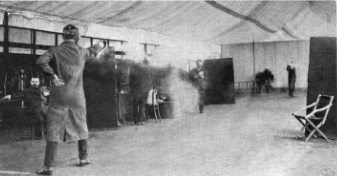
1908年ロンドンオリンピックの決闘競技

#### 対人射撃
1908年ロンドンオリンピックではピストル種目として決闘が準競技として行われた。これは決闘（拳銃決闘）を模したもので、防具使用し、非致死性のワックス弾と専用の決闘用ピストルを用いた。

#### 生鳩射撃

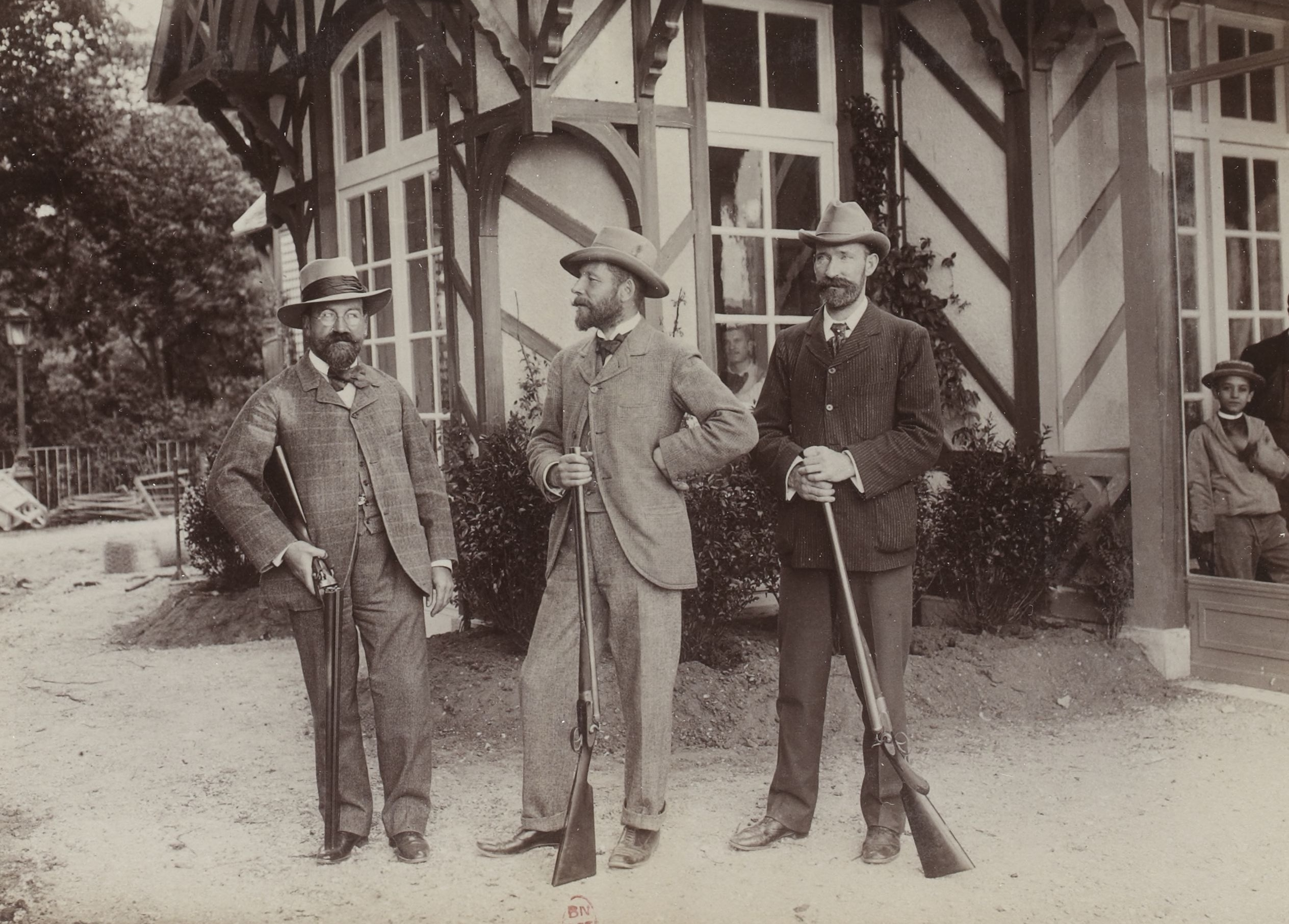
生鳩射撃に参加した選手。左から2位のモーリス・フォーレ、1位のレオン・デ・ルンデン、3位のドナルド・マッキントッシュ。

1900年パリオリンピックでは、飛んでいる鳩を的にする「生鳩射撃」が行われたが、残虐であるとして1度で競技から外され、以降素焼きの皿を飛ばすクレー射撃が導入された。オリンピックで動物が故意に殺傷された唯一の競技である。同時開催されたパリ万国博覧会でも同様のイベントが行われた。

## 射撃競技（標的射撃）と玩具射撃
クレー射撃
散弾銃で飛翔中の的を射撃し、命中した数を競う。生鳩射撃の鳩を素焼きの皿（クレー・ピジョン）に変更した競技である。
残虐性が無くなり公平性も高くなったため欧米を中心に普及した。銃規制の厳しい日本では諸外国に比べ競技人口は少ない大会は行われている。
ライフル射撃
クレー射撃が飛翔中の的を狙って撃つのに対し、ライフル射撃では決められた距離に固定されている的を狙い点数を競う。
国際的な標準の距離は空気銃10メートル、スモールボアライフル50メートル、ビッグボアライフル300メートルであるが
国内でのラージボアライフルは射場設備の関係で300メートルよりも短い距離で行われる場合も多い。
日本では狩猟用途でライフル銃を所持するのには散弾銃での10年以上の経験を必要とするが、競技用ライフルは空気銃から競技を始め、所定の段級位をとって日本体育協会より競技者としての推薦を取ることにより、スモールボアライフル、ビッグボアライフルとステップアップ出来る。
ビームライフル
エアライフル競技に使われる空気銃は玩具(いわゆるエアソフトガン)ではなく公安委員会の所持許可が必要な実銃であるのに対し、ビームライフルは低年齢者や所持許可を持たない者の入門用として光線銃を使用する日本独自の競技である。
設置場所も公安委員会の指定を受けたライフル射場以外でも使用できるので射撃部のある高校等でも利用されている。
競技は10メートルでのエアライフルに準じたルールで行われ、国体の正式種目でもある。近年、より高精度なデジタルシューティングシステム（デジタル射撃）が開発され注目されている。また、実弾（鉛）による汚染を考慮して近代五輪においても採用されている。
ピストル射撃
日本では拳銃の所持に大変厳しい規制があるため普及しているとは言い難いが、日本ライフル射撃協会の主管によりピストルによる射撃競技も行われており、国民体育大会の正式種目でもある。
日本スポーツ協会よりの推薦で競技用けん銃、空気けん銃の所持が可能であるが、推薦枠は全国でエアピストル500人、装薬ピストル50人と狭き門である。
おのずと所持許可者には（特に装薬ピストル）警察官、自衛官が多いが民間人での競技選手も少数いる。

### おもちゃ
玩具銃
低圧ガスによりプラスチック製の弾丸（BB弾）やペイント弾を発射する玩具銃（エアソフトガン、ペイントガン）による標的射撃競技やサバイバルゲームなどがあり、無資格で楽しめるために愛好者も多い。諸外国のほとんどで若年者も無資格で所持できる空気銃が日本では規制されているため、これらの競技が受け皿となっており競技団体も存在しているが、ビームライフル以外は体育競技種目としては認知されておらず、実銃射撃の競技人口拡大に結びついているとは言いがたい状況である。吹矢も以前は玩具だったが近年スポーツとして見直され技術が向上し10メートルでの精密射撃が可能になり愛好者が急増している。
日本前装銃射撃
他
遊技場で玩具銃によりコルクの弾を発射し的を撃つ遊びやゲーム機によるものは射的（プリンキング、plinking）であり、スポーツ射撃（shooting）とは区別されている。前述のエアソフトガンやペイントガンも一般的には射的の要素が強く、スポーツ競技と言うよりゲームの意味合いが大きい。

## 標的射撃銃による事件
2022年1月末に埼玉県ふじみ野市の民家で母親が92歳で亡くなったことに対し、訪問医療の医師に不満を抱き、人質の医師を殺害して立てこもった事件で、2丁の銃で射殺した60代男性が逮捕された。加害男性はそれぞれ2000年と2008年、標的射撃として所持が認められ、2020年11月に2銃とも許可にも更新されていた。埼玉県警はこのような人が銃所持を許可の経緯についても調べると明らかにした。

### 国際競技団体
- 国際射撃連盟（ISSF）International Shooting Sport Federation
- 国際実用射撃連盟（IPSC）International Practical Shooting Confederation
- 国際自衛ピストル協会（IDPA）International Defensive Pistol Association
- Worldwide Fullbore and High Power Ranges on Google Earth[リンク切れ]

### その他
- National Target Shooting Association (of Ireland)
- Hong Kong Shooting Assiciation[リンク切れ] (A member agency of Sports Federation & Olympic Committee of Hong Kong, China) （中国語）
- UK Clay Pigeon Shooting Association
- Collection of targets to print and use in archery and shooting
- ShootingWiki.org[リンク切れ]
- Encyclopedia of Bullseye Shooting